# Шафгаузен-Шёнберг-Эк-Шауфус, Николай Фёдорович
Николай Фёдорович Шафгаузен-Шёнберг-Эк-Шауфус (нем. Schaffhausen-Schönberg-Eck-Schaufuß; 24 декабря 1802 (5 января 1803) — 7 (19) сентября 1876) — российский государственный и политический деятель; сенатор, тайный советник.

## Биография
Родился 24 декабря 1802 (5 января 1803) года, по другим сведениям — 25 декабря. Происходил из семьи «на подданство России присягнувших» иностранцев; его отец Фёдор Фёдорович Шауфус (нем. Friedrich Schaufuß) был зятем Фёдора Максимовича Брискорна.
В службу вступил в апреле 1820 года, по экзамену, в свиту Его Императорского Величества по квартирмейстерской части колонновожатым. Участвовал в русско-турецкой войне 1828—1829 гг.;  прикомандированный к генеральному штабу, с 22-м егерским полком участвовал в осаде крепости Силистрии. Во время польского восстания состоял адъютантом при начальнике Главного штаба 1-й армии.
В 1833 году был адъютантом при члене Военного совета генерал-адъютанте Красовском, в 1835 году зачислен во фронт, а 21 декабря 1836 года уволен в отставку с чином полковника. В 1838 году вернулся на военную службу с назначением в канцелярию военного министра начальником секретного стола. В 1842 году он был назначен старшим адъютантом к дежурному генералу Главного штаба и в том же году уволен от военной службы и определён инспектором почт V округа, а в следующем году стал главноначальствующем над почтовым департаментом.
Произведён в 1846 году в статские советники, в апреле 1852 года — в действительные статские советники. В начале следующего года, 11 января, он был назначен производителем дел военно-походной Его Императорского Величества канцелярии, с оставлением по почтовому ведомству. С этого времени и до 1861 года он почти беспрерывно путешествовал по России и Европе с императорами Николаем I и Александром II; 17 апреля 1860 года был произведён в тайные советники.
С 23 апреля 1861 года ему было повелено присутствовать в Правительствующем Сенате, с назначением в Департамент герольдии. В 1863—1864 годах лечился за границей, после чего, в 1865—1866 годах присутствовал в Межевом департаменте, а в 1867 году — в I-м отделении 5-го департамента.
Умер 7 (19) сентября 1876 года. Похоронен с женой Екатериной Дмитриевной (1821—1848) на Волковском православном кладбище, в Спасском соборе.

## Награды
российские
- Орден Святой Анны 3-й степени с бантом (1829)
- Знак отличия беспорочной службы за XXV лет (1855)
- Орден Святого Владимира 3-й степени (1855)
- Орден Святого Станислава 1-й степени (1856)
- Орден Святой Анны 1-й степени с мечами над орденом (1859)
- Орден Святого Владимира 2-й степени (1867)

иностранные
- Австрийский орден Леопольда 2-й ст. (1853, Австро-Венгрия)
- Орден Красного орла 2-й степени (1853, королевство Пруссия)
- Орден Филиппа Великодушного 1-й ст. (1857, великое герцогство Гессен)
- Орден Святого Михаила командорский крест со звездой (1857, королевство Бавария)
- Орден Красного орла 2-й степени со звездой и бриллиантами (1859, королевство Пруссия)

## Семья
Имел сыновей — Дмитрия (1842—1893) и Фёдора, а также дочерей — Анну (1839—1921) и Ольгу.
Дмитрий был женат на дочери А. И. Левшина, Ольге Алексеевне. Дочь, Анна была замужем за бароном Александром Егоровичем Врангелем.